# هوپر بی (آلاسکا)
هوپر بی (به انگلیسی: Hooper Bay) شهری در ناحیه سرشماری وید همپتون ایالت آلاسکا است که جمعیت آن در سرشماری سال ۲۰۰۰ میلادی ۱۰۱۴ نفر بوده‌است.